# Lijst van voetbalinterlands België - Estland
Deze lijst van voetbalinterlands is een overzicht van alle officiële voetbalwedstrijden tussen de nationale teams van België en Estland. De landen hebben tot op heden tien keer tegen elkaar gespeeld. De eerste ontmoeting, een kwalificatiewedstrijd voor het Europees kampioenschap voetbal 2004, werd gespeeld in Tallinn op 16 oktober 2002. Het laatste duel, een kwalificatiewedstrijd voor het Europees kampioenschap voetbal 2024, vond plaats op 12 september 2023 in Brussel.

## Wedstrijden
| №  | Plaats  | Datum             | Competitie           | Wedstrijd        | Uitslag |
| -- | ------- | ----------------- | -------------------- | ---------------- | ------- |
| 1  | Tallinn | 16 oktober 2002   | EK 2004 kwalificatie | Estland − België | 0 − 1   |
| 2  | Luik    | 11 oktober 2003   | EK 2004 kwalificatie | België − Estland | 2 − 0   |
| 3  | Luik    | 6 september 2008  | WK 2010 kwalificatie | België − Estland | 3 − 2   |
| 4  | Tallinn | 14 oktober 2009   | WK 2010 kwalificatie | Estland − België | 2 − 0   |
| 5  | Brussel | 13 november 2016  | WK 2018 kwalificatie | België − Estland | 8 − 1   |
| 6  | Tallinn | 9 juni 2017       | WK 2018 kwalificatie | Estland − België | 0 − 2   |
| 7  | Tallinn | 2 september 2021  | WK 2022 kwalificatie | Estland − België | 2 − 5   |
| 8  | Brussel | 13 november 2021  | WK 2022 kwalificatie | België − Estland | 3 − 1   |
| 9  | Tallinn | 20 juni 2023      | EK 2024 kwalificatie | Estland − België | 0 − 3   |
| 10 | Brussel | 12 september 2023 | EK 2024 kwalificatie | België − Estland | 5 − 0   |

## Samenvatting
| Competitie      | Totaal gespeeld | Winst België | Gelijk | Winst Estland | Doelsaldo België – Estland |
| --------------- | --------------- | ------------ | ------ | ------------- | -------------------------- |
| WK-kwalificatie | 6               | 5            | 0      | 1             | 21 − 8                     |
| EK-kwalificatie | 4               | 4            | 0      | 0             | 11 − 0                     |
| Totaal          | 10              | 9            | 0      | 1             | 32 − 8                     |

Wedstrijden bepaald door strafschoppen worden, in lijn met de FIFA, als een gelijkspel gerekend.

## Details

### Eerste ontmoeting
| EK 2004 kwalificatie (Tallinn, Estland, 16 oktober 2002): |       |                 |
| Estland                                                   | 0 – 1 | België          |
|                                                           | goals | 2' Wesley Sonck |

### Tweede ontmoeting
| EK 2004 kwalificatie (Luik, België, 11 oktober 2003): |       |         |
| België                                                | 2 – 0 | Estland |
| Raio Piiroja 44' (e.d.) Thomas Buffel 60'             | goals |         |

### Derde ontmoeting
| WK 2010 kwalificatie (Luik, België, 6 september 2008): |       |                                     |
| België                                                 | 3 – 2 | Estland                             |
| Wesley Sonck 39' Steven Defour 75' Wesley Sonck 81'    | goals | 57' Sergei Zenjov 90+2' Andres Oper |

### Vierde ontmoeting
| WK 2010 kwalificatie (Tallinn, Estland, 14 oktober 2009): |       |        |
| Estland                                                   | 2 – 0 | België |
| Raio Piiroja 30' Konstantin Vassiljev 67'                 | goals |        |

### Vijfde ontmoeting
| WK 2018 kwalificatie (Brussel, België, 13 november 2016): |       |                 |
| België | 8 – 1 | Estland         |
| Thomas Meunier 8' Dries Mertens 16' Eden Hazard 25' Yannick Ferreira Carrasco 62' Ragnar Klavan 64' (e.d.) Dries Mertens 67' Romelu Lukaku 83' Romelu Lukaku 88' | goals | 29' Henri Anier |

### Zesde ontmoeting
| WK 2018 kwalificatie (Tallinn, Estland, 9 juni 2017): |       |                                    |
| Estland                                               | 0 – 2 | België                             |
|                                                       | goals | 31' Dries Mertens 86' Nacer Chadli |